# Waldviertel

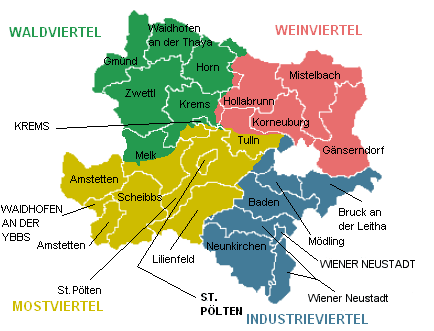
Mappa di localizzazione del Waldviertel

Il Waldviertel è una regione nordoccidentale dell'Austria, nello stato federale della Bassa Austria.
È caratterizzata da una fascia di altipiani che si estende con ripidi pendii boscosi a nord del Danubio, con altitudini massime di 1000-1380 metri.
Per la sua natura inospitale e la scarsa fertilità del suolo, la regione fu colonizzata relativamente tardi.
Le condizioni più favorevoli all'agricoltura si trovano nella parte orientale più bassa del Waldviertel e nel Horner Becken.

Waldviertel
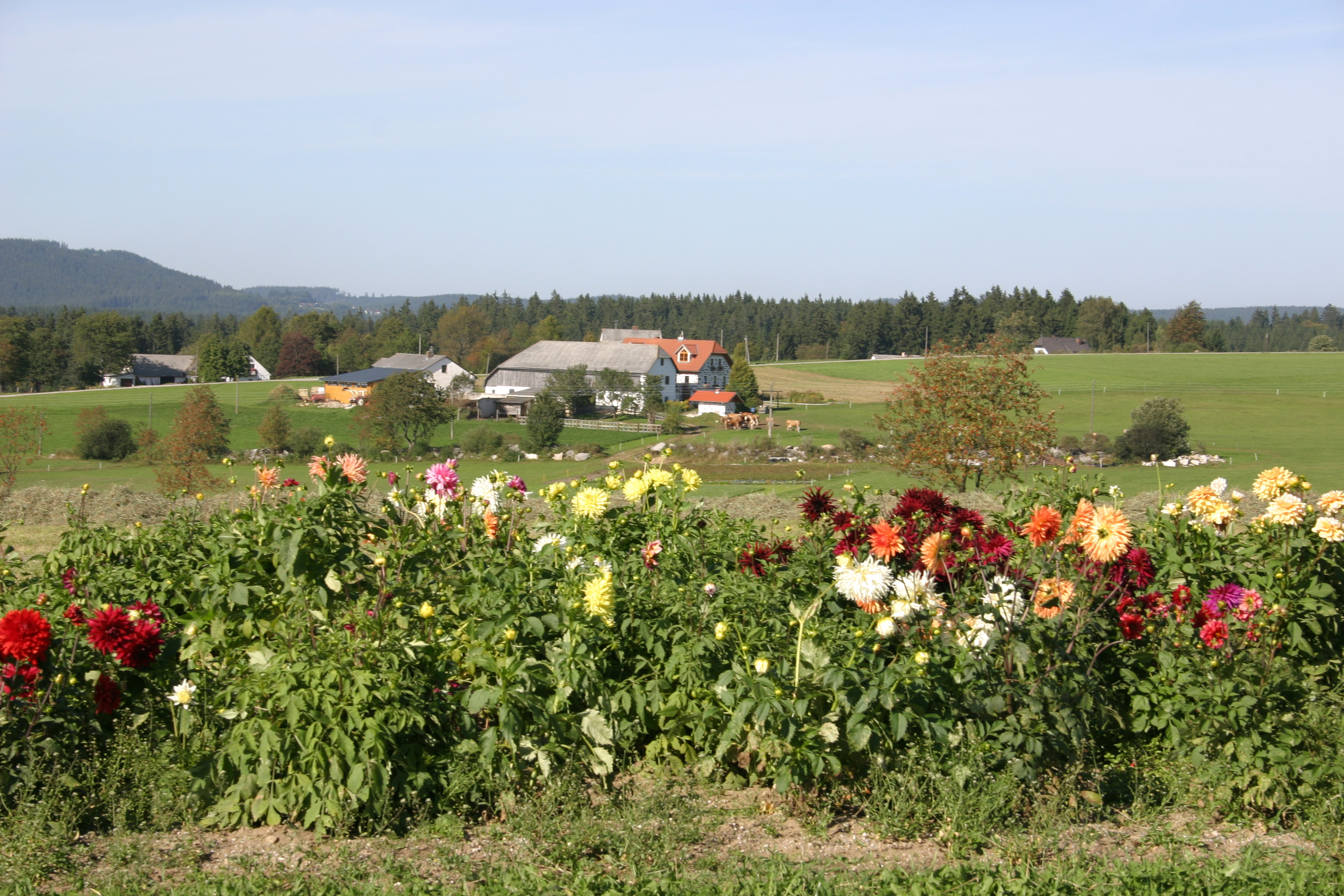
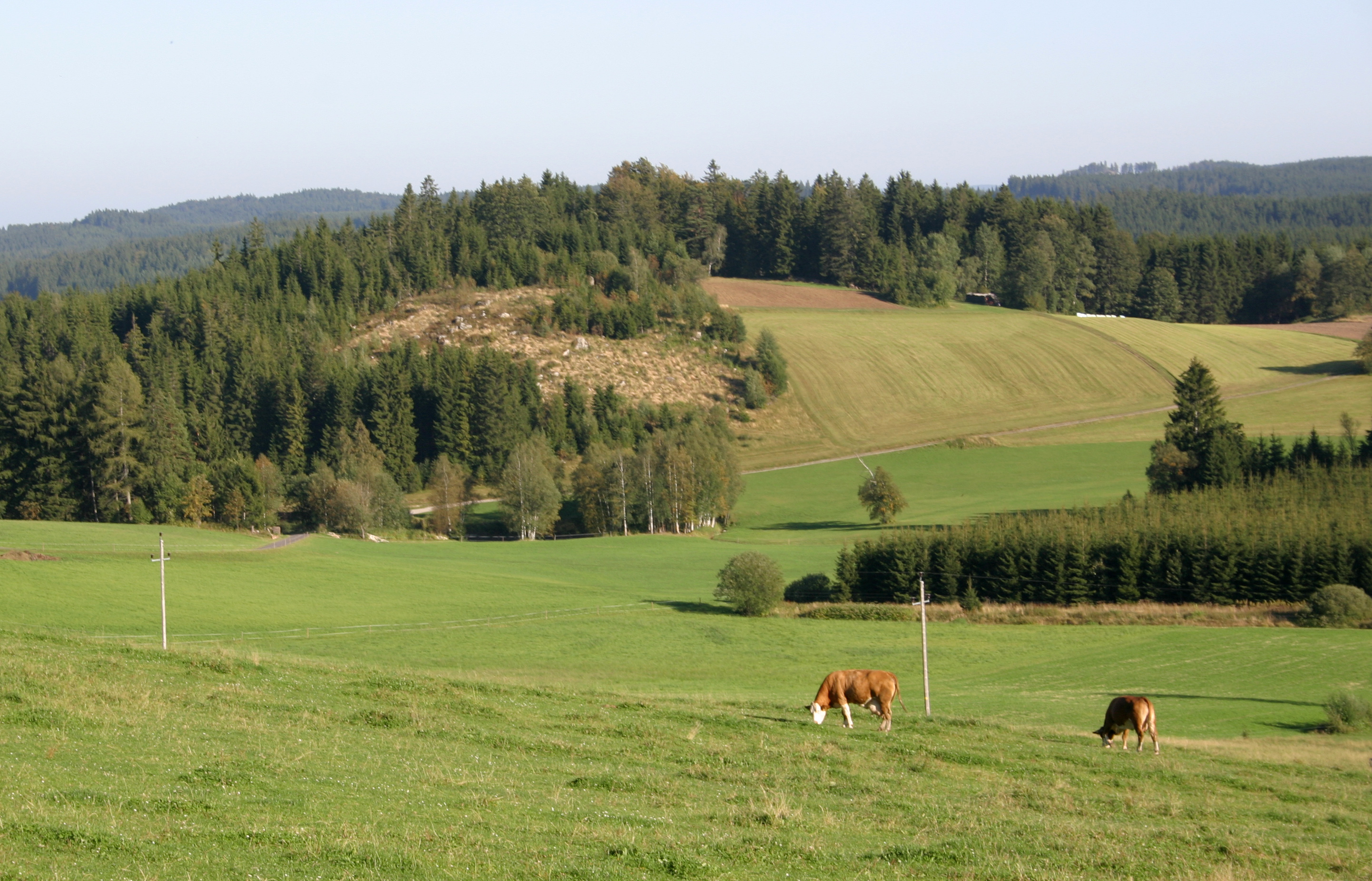
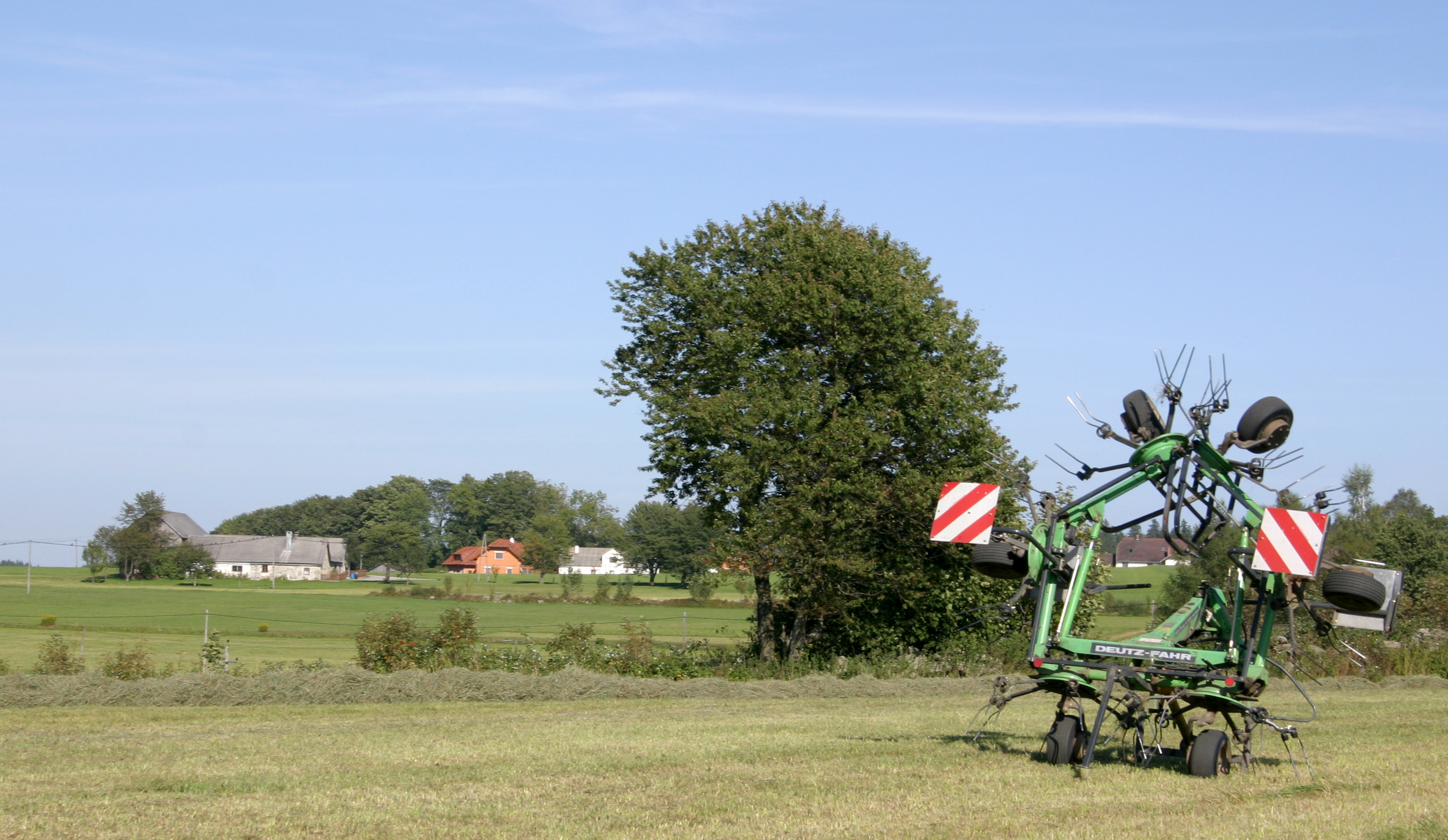
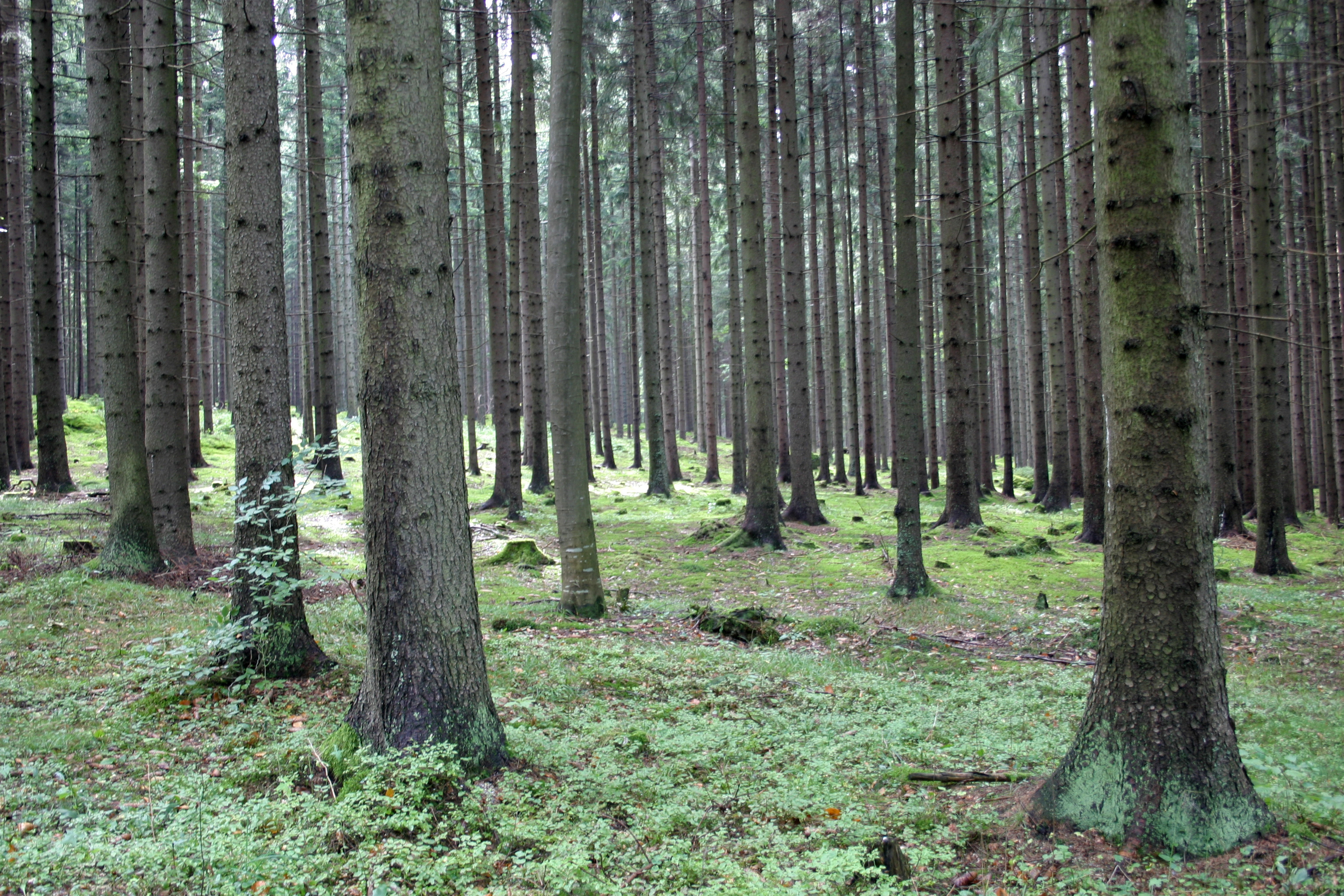